# Dragomirești-Vale
Dragomirești-Vale è un comune della Romania di 4 145 abitanti, ubicato nel distretto di Ilfov, nella regione storica della Muntenia. 
Il comune è formato dall'unione di tre villaggi: Dragomirești-Deal, Dragomirești-Vale, Zurbaua.